# エノケンのとび助冒険旅行
『エノケンのとび助冒険旅行』（エノケンのとびすけぼうけんりょこう）は、1949年（昭和24年）9月20日公開の日本映画である。榎本健一 主演、中川信夫監督、エノケンプロダクションと新東宝の提携製作、新東宝配給。白黒映画でスタンダードサイズ、8巻 / 2,215メートル（1時間21分）。

## 概要
中川信夫の戦後復帰3作目である。復帰作『馬車物語』（1948年）と同じく、榎本健一と徳川夢声が参加している。
榎本健一（エノケン）扮する人形遣いのとび助が出会った幼い少女とともにユートピアを目指す物語は、中川信夫にインタビューした桂千穂の指摘によれば「ラニヤン（原文ママ。ジョン・バニヤン）の『天路歴程』の頂き」ではないかという。ファンタジー映画であり、非現実的な世界を表現するために、清水崑の描いた漫画タッチのプロダクション・デザインをそのままマット画の背景美術として使用している。また、全編がスタジオ撮影であり、ロケーション撮影は一切行われていない。
製作は野口久光だが、実質的なプロデュースは森岩雄が手掛けた。中川信夫は、森岩雄がこの作品に相当入れ込んでいたことを証言している。脚本は山本嘉次郎が執筆している。中川の回想によれば、山本のように既にベテランの域に入っている映画監督が脚本家として他監督の作品に参加するのは当時としては珍しいことだったという。しかし中川は「（山本のように）そんな偉い先生が、どうします、って僕に聞くんだな。こっちもアタマ、痛かったね」と、山本の脚本で監督をすることのプレッシャーを感じたことを後に述懐している。
中川信夫の証言などから、この映画は子供向けの作品として製作されたことが明らかにされている。また、冒頭で徳川夢声のナレーションは本作品が目指す物語の特徴を、コメディと泣ける話とホラーの混ざり合った冒険物語と語っており、主人公の旅の途中に現れる目が光るクモの精や美女に姿を変える人食い鬼、森に潜む数々の化け物などのホラー描写も数多く見受けられる。中川怪奇映画に焦点を絞った『地獄でヨーイ・ハイ! 中川信夫怪談・恐怖映画の業華』を編著した鈴木健介は、同書で本作品を中川怪奇映画8本の中の一つに加えている。

## あらすじ
冒頭に徳川夢声の、「怖くて、ためになって、面白いお話をしましょう」という意味の語りが入り、映画の内容が暗示される。
相次ぐ戦乱に疲弊した中世末の京都。人形遣いの大道芸人であるとび助は、母とはぐれ、人さらいの野武士にさらわれて京都まで流れついた幼女お福を助けようとして、野武士に石で頭を殴られてしまう。それ以来頭が鈍くなって日々の稼ぎも計算できなくなってしまったとび助。お福も笑顔を忘れてしまっていた。しかしお福は、離れ離れになった母がいる「日本一のお山」の麓にある里へ行けば、食べるとたちまち頭がハッキリする黄金色の果実があると教えて、二人は旅に出る。
旅に出た二人は、他人の言ったことと反対のことをしなければ気が済まない曲がった心の持ち主である、関所の番人の意地悪兵衛に行く手を阻まれる。お福の無邪気な子供の心に改心した意地悪兵衛が澄んだ心になって涙を流すと、とび助たちの行く手に横たわる曲がりくねった道はまっすぐな一本道になって、関所の門が開かれる。
以後、とび助たちの旅は冒頭のナレーションのとおり、「怖くて面白いもの」になる。恐ろしい熊が出ると言われる山道を行くと、目の前に大きな熊が現れる。しかし、それは立派な御殿に飼われているおとなしいものだった。とび助とお福は歓待され、お礼にとび助は得意の人形芝居で姫たちを楽しませる。しかし再び日本一のお山目指して旅を始めたとび助たちは、毒グモの精が棲む洞窟に落ち、噴き出す水に呑まれて殺されそうになる。お福の機転で水は外に流れ出してクモの精は押し流され、二人はかろうじて助かった。また、夜になって親切に泊めてくれた美しい女は、実は人食い鬼だった。気付いて逃げると女は鬼の正体を現わして追って来た。これもお福の機転で鬼を橋もろとも谷に落としてやっつけるが、とび助とお福は谷をはさんで離れ離れになってしまった。
このまま二人で谷を下っていけば再会できると考え、とび助は山を下りて、嘘つきと悪人しか住んでいないいかさまの町に出て、そこでろくろ首のインチキ見世物をさせられているお福と再会する。とび助の乱入で見世物小屋は上を下への大騒ぎになるが、この町に住む唯一の善人である怪力男に助けられて町を抜け出した。だが最後に彼らが入り込んだのは、大入道・人食いワニ・大ガマ・大蛇・お化けキノコなどのたくさんの魔物がひそむ「死の谷」であった。生きた心地もせず必死に逃げ惑うとび助とお福。しかし、長かった夜が明けると、あれほど恐ろしかった化け物はみんな木や石になってしまったのである。
長い苦難の末、ついに日本一のお山（富士山）の麓にある里に二人は到着する。お福は美しい母親と再会して笑顔を取り戻し、とび助は黄金色の果実を口にして頭の病が治って、お福母子とともにいつまでもこの里で平和な日々を過ごしたのだった。

## スタッフ
- 監督： 中川信夫
- 製作： 野口久光
- 脚本： 山本嘉次郎
- 撮影： 河崎喜久三
- 美術： 進藤誠吾
- 画案: 清水崑
- 照明： 平岡岩治
- 音楽： 早坂文雄
- 録音： 片岡造
- 特殊技術: 上村貞夫、天羽四郎、黒田武一郎、西浦貢
- 助監督: 小森白
- 製作主任: 佐々木二良
- 人形指導: 山根能文（テアトル・ブッペ）
- 解説（ナレーター）: 徳川夢声

## キャスト
- とび助さん： 榎本健一
- お福ちゃん： ダイゴ幸江
- お母さん： 花島希世子
- 鬼女： 旭輝子
- 毒グモの精： 中村平八郎
- ふらふら坊： 甲斐三雄
- がんこ坊: 倉橋亨
- 意地悪兵衛： 久保春二
- 老主人： 生方賢一郎
- その妻： 柳文代
- 親方： 北村武夫
- 呼び込みの男： 田島辰夫
- 鬼： 大谷友彦
- 大力男： 曽根通彦
- 見張之介： 弘松三郎
- うたがい： 木下万平
- こわがり： 川上正雄
- うすのろ： 野津伸一
- なまくら： 菊川修一
- 人さらい： 木場福地

## ビデオソフト
- 1981年頃、「なつかしの…新東宝映画全集」の1本として、東宝からVHSとベータのビデオが発売されていた[5]。
- 1983年8月16日、「日本の喜劇映画シリーズ」の1本として、国際放映からVHSが発売された（販売元：エスピーオー）。